# Schmerikon
Schmerikon är en ort och kommun i distriktet See-Gaster i kantonen Sankt Gallen, Schweiz. Kommunen har 4 162 invånare (2023).